# 1199 هـ
1199 هـ هي سنة في التقويم الهجري امتدت مقابلةً في التقويم الميلادي بين سنتي 1784 و1785.

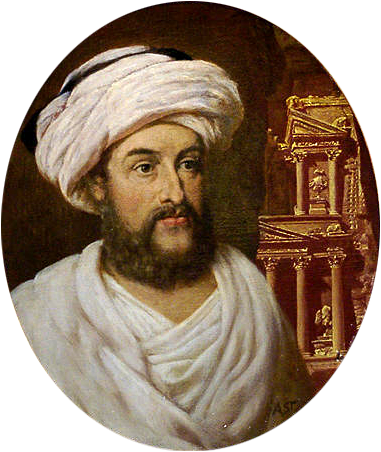
يوهان لودفيك بركهارت

## مواليد
- أحمد بن الحاج أبو علي
- محمد بن دلدار علي الهندي
- ينس لاسن رازموسن
- يوهان لودفيك بركهارت

## وفيات
- محمد بن خليفة آل خليفة
- ابن الست